# Oxyrhachis phantasma
Oxyrhachis phantasma är en insektsart som beskrevs av Capener 1962. Oxyrhachis phantasma ingår i släktet Oxyrhachis och familjen hornstritar. Inga underarter finns listade i Catalogue of Life.